# Дирекция по изданию и экспедированию знаков почтовой оплаты
Дире́кция по изда́нию и экспеди́рованию зна́ков почто́вой опла́ты (ДИЭЗПО) Министерства связи СССР — государственная специализированная организация, осуществлявшая подготовку, издание и экспедирование почтовых марок и других знаков почтовой оплаты в СССР. Располагалась в Москве. Подготовленные ДИЭЗПО знаки почтовой оплаты печатались на предприятиях Гознака Министерства финансов СССР.

## Сфера и порядок деятельности
ДИЭЗПО собирала заявки от партийных и общественных организаций, а также отдельных филателистов на выпуск почтовых марок, художественных маркированных конвертов (ХМК), почтовых карточек и штемпелей специальных гашений. Заявок поступало тысячи, и они подавались за один или полтора года до предполагаемой даты выпуска. После предварительного отбора в соответствии с традиционными разделами плана наиболее актуальные предложения выносились на обсуждение редакционно-художественного совета.
| Оборотная и лицевая сторона прошедшого почту ХМК СССР, подготовленного ДИЭЗПО и посвящённого А. С. Неверову (22.04.1986). На оборотной стороне помещён логотип ДИЭЗПО |

В результате принятия положительного решения ДИЭЗПО заказывала изготовление эскизов марок художникам-графикам. Заседания редакционно-художественного совета проводились ежемесячно в составе представителей Министерства связи СССР, Союза художников СССР, Всесоюзного общества филателистов, Художественного фонда, торгующих организаций, производственников. На этих заседаниях утверждались представленные эскизы марок, после чего ДИЭЗПО заказывала печать марок в типографии.
В окончательном виде план выпуска марок на предстоящий год утверждался министром связи СССР.

## История
Число выпускаемых Дирекцией марок достигало в некоторые годы 180, затем резко падало, вновь возрастало, но в 1970-е годы стабилизировалось на уровне около 100 почтовых марок и 10 блоков. Их общий тираж колебался от 500 до 600 млн экземпляров, что диктовалось потребностью населения в знаках почтовой оплаты. При этом стоимость годового комплекта марок составляла примерно 11 рублей. Ежегодно также выпускалось 700—800 видов ХМК.
В середине 1970-х годов марки печатались на специальной и мелованной бумаге, с применением высококачественных красок и красителей, улучшалась технология печати, широко применялись многолинейные растры. Офсетным способом изготовлялось более 30 % советских марок. Использовалась также металлография (один из видов глубокой печати).
Начальником ДИЭЗПО в 1970-е годы был заслуженный работник культуры РСФСР Л. М. Шаров, а ответственным редактором — А. Аксамит, художник, автор ряда советских почтовых марок и ХМК.